# GeoEye-1
GeoEye-1 — космический спутник, предназначенный для фотосъёмки поверхности Земли. Принадлежит корпорации GeoEye. Запущен 6 сентября 2008 года. Первые снимки получены в начале октября 2008. Разрешение в надире: 41 см в панхроматическом диапазоне и 1,65 м в мультиспектральном. Однако снимки с максимальным разрешением поставляются только государственным организациям США и их союзникам; коммерческим потребителям доступны снимки с разрешением 0,5 м.
Google регулярно размещает на своих геосервисах проектах (Google Maps и Google Earth) свежие снимки, отснятые GeoEye-1 (некоторые снимки публикуются спустя всего несколько недель после съёмки).

## Оборудование
Съемочная аппаратура «GIS»:
- Фокусное расстояние[2]: 13.3 м.
- Диаметр главного зеркала[2]:	110 см
- Относительное отверстие:	1:12
- Угол поля зрения[2]:	1,28°
- Спектральные диапазоны[4]:
  - Панхроматический режим 450—800 нм
  - Мультиспектральный режим 450—510; 510—580; 655—690; 780—920 нм (синий, зелёный, красный, ближний ИК)
- Динамический диапазон[4]: 11 бит
- Разрешение на местности[4] (надир, номинально)
  - 0.41 м (панхроматический)
  - 1.65 м (мультиспектральный)
- Ширина полосы захвата[4]:	15.2 км
- Ёмкость запоминающего устройства 1200 Гбит (150 Гбайт)

Для навигации используются звездные датчики Ball Aerospace, GPS-приемник производства General Dynamics Monarch и гироинерциальная система производства Northrop Grumman.